# DFB-Ligapokal 2004
La DFB-Ligapokal 2004 (nota in italiano anche come Coppa di Lega tedesca 2004) è stata la nona edizione della Coppa di Lega tedesca, l'ultima organizzata dalla DFB.
Si è svolta nel luglio e agosto 2004 ed è stata vinta dal Bayern Monaco, che ha battuto in finale il Werder Brema per 3-2.

## Partecipanti
| Squadra          | Città             | Motivo qualificazione                                                    |
| ---------------- | ----------------- | ------------------------------------------------------------------------ |
| Werder Brema     | Brema             | Vincitore della Bundesliga 2003-2004 e della Coppa di Germania 2003-2004 |
| Bayern Monaco    | Monaco di Baviera | 2º nella Bundesliga 2003-2004                                            |
| Bayer Leverkusen | Leverkusen        | 3º nella Bundesliga 2003-2004                                            |
| Stoccarda        | Stoccarda         | 4º nella Bundesliga 2003-2004                                            |
| Bochum           | Bochum            | 5º nella Bundesliga 2003-2004                                            |
| Hansa Rostock    | Rostock           | 9º nella Bundesliga 2003-2004                                            |

## Tabellone
| Turno preliminare      | Turno preliminare |  |  | Semifinali       | Semifinali |  |  | Finale        | Finale |
|                        |                   |  |  |                  |            |  |  |               |        |
|                        |                   |  |  | Bayern Monaco    | 3          |  |  |               |        |
| Bayer Leverkusen (dcr) | 1 (4)             |  |  | Bayer Leverkusen | 0          |  |  |               |        |
| Hansa Rostock          | 1 (3)             |  |  |                  |            |  |  | Bayern Monaco | 3      |
|                        |                   |  |  |                  |            |  |  | Werder Brema  | 2      |
|                        |                   |  |  | Werder Brema     | 2          |  |  |               |        |
| Stoccarda              | 3                 |  |  | Stoccarda        | 0          |  |  |               |        |
| Bochum                 | 0                 |  |  |                  |            |  |  |               |        |

## Turno preliminare
| Arbitro: | Trautmann |

|                                                 |                      |                                                |
| Callsen-Bracker 13’                             | Marcatori            | 8’ (aut.) Dum                                  |
| Freier Voronin Callsen-Bracker França Krzynówek | Tiri di rigore 4 – 3 | Rydlewicz Persson Lapaczinski Möhrle Rasmussen |

| Arbitro: | Gagelmann |

|                          |           |  |
| Cacau 5’ 34’ Szabics 84’ | Marcatori |  |

## Semifinali
| Arbitro: | Meyer |

|                                      |           |  |
| Zé Roberto 5’ Ballack 65’ Frings 89’ | Marcatori |  |

| Arbitro: | Fleischer |

|                        |           |  |
| Klasnić 30’ Valdez 86’ | Marcatori |  |

## Finale
| Arbitro: | Fröhlich |

|                             |           |                        |
| Deisler 27’ 43’ Ballack 65’ | Marcatori | 68’ Klasnić 74’ Ismaël |

| Bayern Monaco | Werder Brema |

### Formazioni
| Bayern Monaco: |    |                    |             |     |
|                |    |                    |             |     |
| P              | 1  | Oliver Kahn (c)    |             |     |
| D              | 18 | Andreas Görlitz    |             |     |
| D              | 6  | Martín Demichelis  |             |     |
| D              | 25 | Thomas Linke       |             |     |
| D              | 20 | Hasan Salihamidžić |             |     |
| C              | 8  | Torsten Frings     |             |     |
| C              | 26 | Sebastian Deisler  |             | 71’ |
| C              | 13 | Michael Ballack    |             |     |
| C              | 11 | Zé Roberto         |             | 46’ |
| A              | 10 | Roy Makaay         |             | 46’ |
| A              | 24 | Roque Santa Cruz   |             |     |
| Sostituzioni:  |    |                    |             |     |
| D              | 21 | Lúcio              | Ammonizione | 46’ |
| A              | 9  | Vahid Hashemian    |             | 46’ |
| C              | 16 | Jens Jeremies      |             | 71’ |
| Allenatore:    |    |                    |             |     |
| Felix Magath   |    |                    |             |     |

| Werder Brema: |    |                     |             |     |
|               |    |                     |             |     |
| P             | 1  | Andreas Reinke      |             |     |
| D             | 3  | Petri Pasanen       |             |     |
| D             | 2  | Frank Fahrenhorst   |             |     |
| D             | 25 | Valérien Ismaël     |             |     |
| D             | 7  | Paul Stalteri       |             | 46’ |
| C             | 6  | Frank Baumann       |             | 46’ |
| C             | 4  | Fabian Ernst        |             | 83’ |
| C             | 24 | Tim Borowski        |             |     |
| C             | 10 | Johan Micoud        | Ammonizione |     |
| A             | 11 | Miroslav Klose      |             |     |
| A             | 17 | Ivan Klasnić        | Ammonizione |     |
| Sostituzioni: |    |                     |             |     |
| D             | 23 | Ludovic Magnin      |             | 46’ |
| C             | 15 | Pekka Lagerblom     |             | 46’ |
| A             | 38 | Nelson Haedo Valdez |             | 83’ |
| Allenatore:   |    |                     |             |     |
| Thomas Schaaf |    |                     |             |     |

## Classifica marcatori
| Pos. | Giocatore                  | Squadra          | Gol |
| ---- | -------------------------- | ---------------- | --- |
| 1    | Michael Ballack            | Bayern Monaco    | 2   |
| 1    | Cacau                      | Stoccarda        | 2   |
| 1    | Sebastian Deisler          | Bayern Monaco    | 2   |
| 1    | Ivan Klasnić               | Werder Brema     | 2   |
| 5    | Jan-Ingwer Callsen-Bracker | Bayer Leverkusen | 1   |
| 5    | Torsten Frings             | Bayern Monaco    | 1   |
| 5    | Valérien Ismaël            | Werder Brema     | 1   |
| 5    | Imre Szabics               | Stoccarda        | 1   |
| 5    | Nelson Haedo Valdez        | Werder Brema     | 1   |
| 5    | Zé Roberto                 | Bayern Monaco    | 1   |